# هاوربرد
هاوربرد (به انگلیسی: Hoverboard یا Hover Board) یا تخته شناور یک تخته معلق است که برای حمل و نقل شخصی مورد استفاده قرار می‌گیرد. اولین بار در داستان‌های علمی-تخیلی توصیف شد و با ظاهر شبیه به یک اسکیت برد در فیلم بازگشت به آینده قسمت دوم معروف شد. تلاش‌های زیادی برای اختراع یک هاوربرد کارآمد انجام شده‌است.
هاوربردها اولین بار توسط نویسنده ام‌کی جوزف در یک رمان علمی تخیلی در سال ۱۹۶۷ توصیف شدند. در سال ۱۹۸۴، یک هاوربرد در یک بازی ویدئویی ظاهر شد.
هاوربرد توسط فرانچایز فیلم بازگشت به آینده با حضور در بازگشت‌به آینده بخش دوم محبوب شد. در طول دهه ۱۹۹۰ شایعاتی وجود داشت که توسط کارگردان فیلم، رابرت زمکیس تقویت شد، مبنی بر اینکه هاوربردها در واقع واقعی بودند، اما به بازار عرضه نشدند زیرا توسط برخی از والدین بسیار خطرناک تلقی می‌شدند. این شایعات به‌طور قطعی رد شده‌است.
هاوربردها از دهه ۱۹۹۰ در رسانه‌های مختلف دیگر ظاهر شدند.